# Tapeinochilos densus
Tapeinochilos densus är en enhjärtbladig växtart som beskrevs av Karl Moritz Schumann. Tapeinochilos densus ingår i släktet Tapeinochilos och familjen Costaceae. Inga underarter finns listade.